# Paul-Constant Billot
Pour les articles homonymes, voir Billot.
Paul-Constant Billot (1796-1863) est un botaniste français. 

## Biographie
Paul-Constant Billot est né le 12 mars 1796 à Rambervillers dans les Vosges. Il fait ses études au collège de Pont-à-Mousson, au lycée impérial de Strasbourg où il découvre la botanique. Malade, il ne peut se présenter au concours d'entrée à l'école polytechnique et fait le commerce du houblon à Rambervillers.
En 1830, il s'installe à Haguenau comme conducteur des Ponts et Chaussées. cependant il reprend des études et en 1834, il devient bachelier ès-sciences. Il est nommé régent, puis professeur de physique et d’histoire naturelle au collège de Haguenau jusqu'à sa retraite en 1861.
Il consacre tous ses loisirs à la botanique pendant près de 50 ans et entretient des relations avec Villars, Nestler ou le docteur Mougeot. Il échange des spécimens avec des botanistes de l'Europe entière, il est collecteur pour différents herbiers dont l'herbier Émile Mazuc.
Paul-Constant Billot s'éteint à Mutzig en 1863 où il avait rejoint son fils, pharmacien.

## Reconnaissance scientifique
En 1836, Paul-Constant Billot travaille en collaboration avec Friedrich Wilhelm Schultz avec lequel il écrit Archives de la flore de France et d'Allemagne. 
En 1846, il publie, sous forme de centuries, un herbier intitulé Herbier de la flore de France et d'Allemagne ou Flora Galliae et Germaniae exsiccata. Cet herbier d’échanges est le plus important mis en place au milieu du XIXe siècle en Europe; il comprend près de 20 000 échantillons. Les échanges de plantes séchées étaient, en effet, indispensables pour faire progresser la connaissance botanique à une époque où l’iconographie était rare et pas toujours suffisamment précise pour confronter des points de vue entre spécialistes.
En 1855, il commence l'édition d'Annotations à la Flore de France et d'Allemagne.
Paul-Constant Billot est membre de la Société botanique de France et en juillet 1858, il organise la session extraordinaire de la société à Strasbourg.
Il meurt après la publication des centuries 34 et 35. Sa réputation est alors devenue internationale. Son œuvre sera poursuivie, sous le nom de Billotia, par certains des botanistes avec qui il avait collaboré comme V. Bavoux, A. et P. Guichard ou Justin Paillot. Sa dernière publication posthume aura lieu en 1878.
Son célèbre herbier est conservé au Muséum de Nantes sous le nom d'herbier Billot. La Société botanique de Franche-Comté dans le cadre d’un partenariat avec le Muséum de Besançon a informatisé l'herbier Billot, remarquablement conservé. Cette base de données a été mise en ligne sur Internet.

## Publications
- Flora Galliae et Germaniae exsiccata, 1846.
- Annotations à la Flore de France et d'Allemagne, 1855.
- Billotia ou Notes de Botanique, 1864-1878.
- avec Friedrich Wilhelm Schultz, Archives de la flore de France et d'Allemagne, Ed. Bicthe, 1836.
- avec J. Duval-Jouve, Notices sur un Polypogon d'Algérie et sur les espèces méditerranéennes du genre Polypogon , impr. de V. Edler, Haguenau, 1860.